# Chlortoluole
| Chlortoluole          |                                                                            |                                                                            |                                                                            |
| Name                  | 2-Chlortoluol                                                              | 3-Chlortoluol                                                              | 4-Chlortoluol                                                              |
| Andere Namen          | 2-Chlortoluen, o-Chlortoluol, 1-Chlor-2-methylbenzol                       | 3-Chlortoluen, m-Chlortoluol, 1-Chlor-3-methylbenzol                       | 4-Chlortoluen, p-Chlortoluol, 1-Chlor-4-methylbenzol                       |
| Strukturformel        | Struktur von o-Chlortoluol                                                 | Struktur von m-Chlortoluol                                                 | Struktur von p-Chlortoluol                                                 |
| CAS-Nummer            | 95-49-8                                                                    | 108-41-8                                                                   | 106-43-4                                                                   |
| CAS-Nummer            | 25168-05-2 (Isomerengemisch)                                               |                                                                            |                                                                            |
| PubChem               | 7238                                                                       | 7931                                                                       | 7810                                                                       |
| ECHA-InfoCard         | 100.002.205                                                                | 100.003.255                                                                | 100.003.089                                                                |
| ECHA-InfoCard         | 100.042.438 (100.137.417) (Isomerengemisch)                                |                                                                            |                                                                            |
| Summenformel          | C7H7Cl                                                                     | C7H7Cl                                                                     | C7H7Cl                                                                     |
| Molare Masse          | 126,59 g·mol−1                                                             | 126,59 g·mol−1                                                             | 126,59 g·mol−1                                                             |
| Aggregatzustand       | flüssig                                                                    | flüssig                                                                    | flüssig                                                                    |
| Kurzbeschreibung      | farblose Flüssigkeit mit aromatischem Geruch                               | farblose Flüssigkeit                                                       | farblose Flüssigkeit                                                       |
| Schmelzpunkt          | −35 °C                                                                     | −48 °C                                                                     | 7,5 °C                                                                     |
| Siedepunkt            | 159 °C                                                                     | 162 °C                                                                     | 162 °C                                                                     |
| Dichte                | 1,08 g·cm−3 (20 °C)                                                        | 1,08 g·cm−3 (20 °C)                                                        | 1,07 g·cm−3 (20 °C)                                                        |
| Dampfdruck            | 3,82 hPa (20 °C)                                                           | 3,8 hPa (20 °C)                                                            | 3,6 hPa (20 °C)                                                            |
| Löslichkeit in Wasser | 50 mg·l−1 (20 °C)                                                          | 0,106 g·l−1 (25 °C)                                                        | 0,11 g·l−1 (25 °C)                                                         |
| Flammpunkt            | 43 °C                                                                      | 48 °C                                                                      | 59 °C                                                                      |
| Zündtemperatur        | >550 °C                                                                    | >550 °C                                                                    | 570 °C                                                                     |
| Explosionsgrenzen     | 1,3 bis 8,3 %                                                              | 1,3 bis 8,3 %                                                              | 1,3 bis 8,3 %                                                              |
| GHS- Kennzeichnung    | aus Verordnung (EG) Nr. 1272/2008 (CLP), ggf. erweitert \| \| \| \|Achtung | aus Verordnung (EG) Nr. 1272/2008 (CLP), ggf. erweitert \| \| \| \|Achtung | aus Verordnung (EG) Nr. 1272/2008 (CLP), ggf. erweitert \| \| \| \|Achtung |
| H- und P-Sätze        | 226‐332‐361d‐410                                                           | 226‐332‐411                                                                | 226‐317‐332‐411                                                            |
| H- und P-Sätze        | keine EUH-Sätze                                                            |                                                                            |                                                                            |
| H- und P-Sätze        | 273‐210‐280 304+340‐310                                                    | 210‐273                                                                    | 273‐280                                                                    |
| Tox-Daten             | 3900 mg·kg−1 (LD50, Ratte, oral)                                           |                                                                            | 2100 mg·kg−1 (LD50, Ratte, oral)                                           |
| Gefahrensymbol        | Gefahrensymbol                                                             | Gefahrensymbol                                                             |                                                                            |

Die Chlortoluole bilden in der Chemie eine Stoffgruppe, die sich sowohl vom Toluol als auch vom Chlorbenzol ableitet. Die Struktur besteht aus einem Benzolring mit angefügter Methylgruppe (–CH3) und Chlor (–Cl) als Substituenten. Durch deren unterschiedliche Anordnung ergeben sich drei Konstitutionsisomere mit der Summenformel C7H7Cl.
Das an der Methylgruppe chlorierte Isomer bezeichnet man als Benzylchlorid.

## Eigenschaften
Die Chlortoluole sind in Wasser praktisch nicht löslich; sie sind jedoch mit anderen organischen Lösungsmitteln, wie z. B. Benzol, Alkohol, Ether, Ethylacetat und Chloroform, beliebig mischbar. Die Siedepunkte der drei Isomere liegen nah beieinander, während ihre Schmelzpunkte sich deutlich unterscheiden. Das 4-Chlortoluol, das die höchste Symmetrie aufweist, besitzt den höchsten Schmelzpunkt.
| Dampf-Flüssig-Gleichgewichte    | Dampf-Flüssig-Gleichgewichte                             | Dampf-Flüssig-Gleichgewichte                             | Dampf-Flüssig-Gleichgewichte                             | Dampf-Flüssig-Gleichgewichte |
| ------------------------------- | -------------------------------------------------------- | -------------------------------------------------------- | -------------------------------------------------------- | ---------------------------- |
| Name                            | 2-Chlortoluol                                            | 3-Chlortoluol                                            | 4-Chlortoluol                                            |                              |
| Dampfdruckfunktion nach Antoine | Parameter nach log10(P) = A−(B/(T+C)) (P in bar, T in K) | Parameter nach log10(P) = A−(B/(T+C)) (P in bar, T in K) | Parameter nach log10(P) = A−(B/(T+C)) (P in bar, T in K) |                              |
| A                               | 4,48741                                                  | 4,48148                                                  | 4,47458                                                  |                              |
| B                               | 1768,105                                                 | 1807,576                                                 | 1795,293                                                 |                              |
| C                               | −38,389                                                  | −32,105                                                  | −34,380                                                  |                              |
| Temperaturbereich               | 278,4 K – 432,5 K                                        | 277,9 K – 435,5 K                                        | 278,7 K – 435,5 K                                        |                              |
| Quelle                          | [ 6 ]                                                    | [ 6 ]                                                    | [ 6 ]                                                    |                              |

## Darstellung
Die Chlortoluole lassen sich aus den Toluidinen mittels der Sandmeyer-Reaktion darstellen. Ein Gemisch von 2- und 4-Chlortoluol erhält man durch Chlorierung von Toluol mit Chlor und Eisen, wobei sich Eisen(III)-chlorid als Lewis-Säure bildet.

## Verwendung
Chlortoluole werden als Lösungsmittel und als Zwischenprodukt bei der Herstellung von Farbstoffen, Pflanzenschutzmitteln und Arzneistoffen verwendet.

## Hinweis
Chlortoluole mit mehr als einem Chloratom werden als polychlorierte Toluole bezeichnet.

## Sicherheitshinweise
Chlortoluole können Kunststoffe zersetzen und Metalle schwach korrodieren. Bei der thermischen Zersetzung von Chlortoluolen bildet sich giftiger und ätzender Chlorwasserstoff.